# Целозначный многочлен
Целозначный многочлен — многочлен, принимающий целые значения для целого аргумента. 
Целозначный многочлен не обязательно имеет целые коэффициенты: например, {\displaystyle p(n)={\frac {n(n+1)}{2}}} целозначен, поскольку одно из чисел {\displaystyle n} и {\displaystyle n+1} чётно.

## Порождающие целозначные многочлены
Целозначные многочлены одной переменной степени не выше {\displaystyle d} образуют свободную абелеву группу {\displaystyle I_{d}=\mathbb {Z} ^{d+1}} на {\displaystyle d+1} образующих. Например, {\displaystyle \gamma _{k}={\tbinom {n+k}{k}}} для {\displaystyle k=0,...,d} (то есть {\displaystyle \gamma _{0}=1}, {\displaystyle \gamma _{1}=n+1}, {\displaystyle \gamma _{2}={\frac {(n+1)(n+2)}{2}}} и т. д.) или {\displaystyle S_{k}={\tbinom {n+k}{d}}} для {\displaystyle k=0,...,d}, где {\displaystyle {\tbinom {n+k}{k}}} — биномиальные многочлены.

## Связь с алгебраической геометрией
Пусть {\displaystyle K_{0}(\mathbb {P} ^{d})} — группа Гротендика проективного пространства размерности {\displaystyle d}, то есть абелева группа, порождённая классами {\displaystyle [E]} векторных расслоений {\displaystyle E} и соотношениями {\displaystyle [E\oplus F]=[E]+[F]}; в частности, изоморфная {\displaystyle \mathbb {Z} ^{d+1}}. Построим отображение {\displaystyle f:K_{0}(\mathbb {P} ^{d})\to I_{d}}, отправляющее расслоение {\displaystyle V} в его многочлен Гильберта {\displaystyle \chi (V(n))}, где {\displaystyle \chi } — эйлерова характеристика векторного расслоения как когерентного пучка. Тогда {\displaystyle f({\mathcal {O}}|_{\mathbb {P} ^{k}})=\gamma _{k}} и {\displaystyle f({\mathcal {O}}(k))=S_{k}}, то есть стандартные целочисленные многочлены имеют ясный геометрический смысл.